# Munyarwonga
Munyarwonga är ett periodiskt vattendrag i Burundi.   Det ligger i provinsen Karuzi, i den centrala delen av landet, 90 km nordost om huvudstaden Bujumbura.
Omgivningarna runt Munyarwonga är en mosaik av jordbruksmark och naturlig växtlighet. Runt Munyarwonga är det tätbefolkat, med 343 invånare per kvadratkilometer.